# 나의 붉은 고래
《나의 붉은 고래》(大鱼海棠, Big Fish & Begonia)는 중국에서 제작된 양선, 장춘 감독의 2016년 애니메이션, 판타지 영화이다. 계관림 등이 주연으로 출연하였고 양선 등이 제작에 참여하였다. 인라이트 미디어에 의해 2016년 7월 8일 2D, 3D 포맷으로 개봉되었다.

## 줄거리
인간 세상의 바다와 연결된 하늘을 가지고 있는 세상. 그곳은 물과 바람과 불과 식물을 다루는 이들이 살고 있다. 인간이 사는 곳과는 다른 세상인 이곳 사람들은 성인식이라 불리는 제도, 자연의 섭리를 알기 위해 인간세상으로 나가게 된다. 그 제도에 따라 붉은 고래가 되어 인간세상으로 나간 춘은 인간은 위험하다는 부모님의 말을 흘려듣고 처음 본 인간에게 첫눈에 반하게 되는데. 하지만 그물에 걸린 춘을 구하기 위해 바다에 뛰어든 그 인간은 소용돌이에 휘말려 죽고 만다. 춘은 자신을 살려준 그 인간을 잊지 못하고 그 인간을 살리기 위해 노력을 쏟는다.

## 등장인물
- 춘
- 곤
- 추
- 영매
- 적송자
- 축융

## 성우

### 주연
- 계관림
- 소상경
- 쉬웨이저우

### 조연
- 금사걸
- 반숙난
- 왕덕순
- 강광도

## 기타
- 사운드디자인: 증경상